# باري ستاوت
باري ستاوت هو سياسي أمريكي، ولد في 7 نوفمبر 1936 في East Finley Township, Washington County, Pennsylvania ‏ في الولايات المتحدة، وتوفي في 29 أكتوبر 2016 في Bentleyville, Pennsylvania ‏ في الولايات المتحدة. نشط حزبياً في الحزب الديمقراطي. وقد انتخب عضو مجلس ولاية بنسيلفانيا ‏ وانتخب عضو مجلس نواب بنسيلفانيا ‏.